# Monica (kunstner)
Monica Denise Arnold (født 24. oktober 1980 i College Park, en forstad til Atlanta, Georgia) er en amerikansk R&B-sanger, der først oplevede kommerciel succes i midten af 1990'erne og efter en relativt lille succesfuld periode i begyndelsen af 2000'erne, oplevede en ny storheds tid i sin karriere i 2003. 
Monica er forlovet med produceren Rodney R. Hill jr., og sammen har de sønnen Rodney Ramon Hill III (født 21. maj 2005). Monica er også kusine til rapperen Ludacris.

## Diskografi

### Album
- 2003 After The Storm
- 2002 All Eyez on Me
- 1998 The Boy Is Mine
- 1995 Miss Thang

### Singler
- 2004 «Knock Knock»
- 2004 «Get It Off»
- 2004 «U Should've Known Better»
- 2004 «Don't Gotta Go Home» (Feat. DMX)
- 2003 «So Gone»
- 2002 «All Eyez On Me»
- 2001 «Just Another Girl»
- 1999 «Angel Of Mine»
- 1999 «Street Symphony»
- 1999 «Inside» (kun Europa)
- 1999 «Right Here Waiting» (feat. 112)
- 1998 «The Boy Is Mine» (duett med Brandy)
- 1998 «The First Night»
- 1997 «For U I Will»
- 1996 «Why I Love You So Much»
- 1996 «Ain't Nobody» (feat. Treach fra Naughty By Nature)
- 1995 «Don't Take It Personal (Just One Of Dem Days)»
- 1995 «Like This And Like That»
- 1995 «Before You Walk Out Of My Life»

### Gæsteoptrædener
- 2004 «Don't Gotta Go Home» (med DMX; fra Grand Champ)
- 2003 «Class Reunion» (med Wyclef Jean; fra The Preacher's Son)
- 2003 «Don't Be Cruel» (med Missy Elliott og Beenie Man; fra This Is Not A Test!)
- 1998 «The Boy Is Mine» (med Brandy Norwood)
- 1997 «Slow Jam» (med Usher Raymond; fra My Way)

### Soundtrack-optrædener
- 2005 Diary Of A Mad Black Woman («Sick & Tired»)
- 2002 Drumline («Uh Oh»)
- 2001 Down To Earth («Just Another Girl»)
- 2000 Dirty Dancing 2 («Can I Walk By» med Jazze Pha)
- 2000 Love Song («What My Heart Says»)
- 2000 Platinum Christmas («Grown Up Christmas List»)
- 1997 Space Jam («For U I Will»)
- 1996 Fled («Missing You»)

## Filmografi
- 2000 Love Song (TV)
- 2000 Boys & Girls

## Fjernsyn
- Felicity, «Sarah Robinson» (episode: «Miss Conception»)
- American Dreams, «Mary Wells» (episode: «R-E-S-P-E-C-T»)